# Cyfrowy rejestrator wideo
Cyfrowy rejestrator wideo (DVR) – urządzenie nagrywające wideo w cyfrowym formacie na dysku twardym lub na innym medium.
Ze względu na budowę i funkcje można wyróżnić cyfrowe rejestratory wideo na bazie komputera klasy PC oraz urządzenia w specjalnej obudowie wyprodukowane wyłącznie do celów nagrywania wideo w systemie telewizji przemysłowej.
Spotykane obecnie rejestratory cyfrowe wideo:
- wielokanałowe oparte na PC - dodatkowe karty DVR z oprogramowaniem, tzw. rejestratory analogowe
- wielokanałowe dedykowane - swój system operacyjny (np. Linux) - podobne do multiplekserów,  potocznie określane jako rejestratory cyfrowe lub DVR
- jednokanałowe zastępujące magnetowid
- Rejestratory IP - rejestratory sieciowe często określane jako NVR
- Wielokanałowe z systemem we flashu, ale na swojej platformie sprzętowej
- hybrydowe - rejestratory analogowe, dodatkowo nagrywające kamery IP
- rejestratory mobilne